# Diego de Saavedra Fajardo
Diego de Saavedra Fajardo (* 6. Mai 1584 in Algezares; † 24. August 1648 in Madrid) war ein spanischer Schriftsteller und Diplomat.

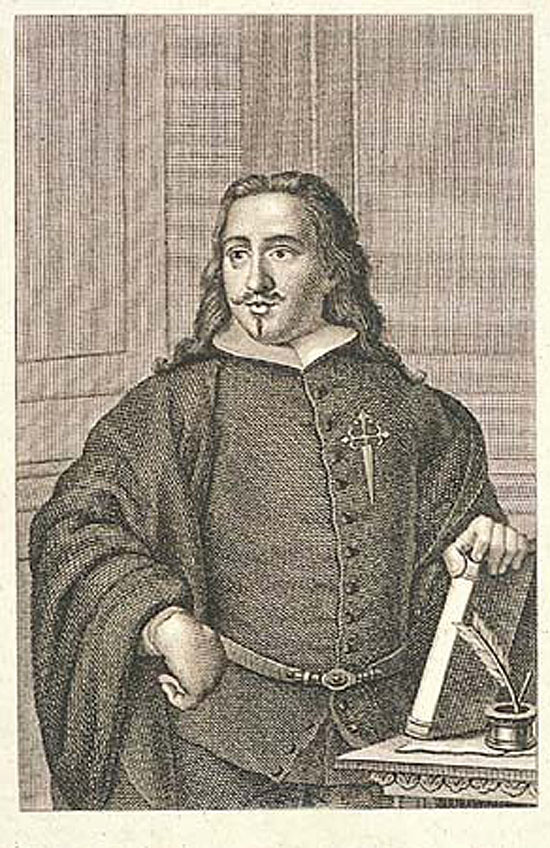
Diego de Saavedra Fajardo

## Leben
Er wurde 1584 in Algezares (Murcia) als Mitglied einer ursprünglich aus Galicien stammenden, adligen und sehr wohlhabenden Familie, geboren. Seine Ausbildung begann er im Priesterseminar von Murcia und studierte danach Jura an der Universität von Salamanca, wo er am 21. April 1606 den Titel eines Bachelors erhielt. 1607 erhielt er das Habit des Santiagoordens. Bereits im Jahr zuvor hatte er die diplomatische Laufbahn als Sekretär von Kardinal Gaspar de Borja y Velasco, dem spanischen Botschafter in Rom, eingeschlagen, dem er dann nach Neapel folgte. Mit ihm nahm er am Konklave im Jahr 1621 teil, in dem Papst Gregor XV. gewählt wurde, und dann am Konklave von 1623 zur Wahl von Papst Urban VIII. Am päpstlichen Hof hatte er wichtige Positionen inne und war mit diplomatischen Missionen an den wichtigsten Höfen Europas betraut: in Spanien, in Deutschland, in Regensburg als Minister von Spanien, in München, in Burgund, in der Franche-Comté, in den Schweizer Kantonen, zum allgemeinen Reichstag wieder in Regensburg, wo er den Discurso sobre el estado de Europa verfasste; 1640 war er auch in Wien und 1643 in Münster als Bevollmächtigter für den Westfälischen Frieden.
Saavedras Hauptwerk ist die in Deutschland verfasste und 1640 in Münster veröffentlichte Idea de un Príncipe político cristiano representada en cien empresas. Als Ganzes betrachtet ist sie die beste spanische politische Abhandlung des 17. Jahrhunderts und wurde als eine von vielen geschrieben, um die dekadente und instabile Monarchie zu stützen. Das Werk wurde ins Lateinische und viele europäische Sprachen übersetzt und erschien in mehreren Ausgaben, zuletzt von Vicente Garcia de Diego im Jahr 1927. Es gibt 101 Kapitel, die empresas genannt werden (ein Name, der im 16. und 17. Jahrhundert eine Kunst und eine weit verbreitete künstliche Literaturgattung bezeichnete). Ein jedes Kapitel beginnt mit einem impresa, d. h. eine symbolische, allegorische Zeichnung mit einem lateinischen Motto. Das eine wie das andere mit einer ethischen und politischen Bedeutung gibt jede von ihnen Material und Argumente für einen Artikel, der die ethischen und politischen Qualitäten umreißt, die einen imaginären perfekten Prinzen, den Prototyp des christlichen Prinzen, schmücken müssen. Der offensichtliche Zweck ist der Kontrast zu Machiavelli. Ein weiteres wichtiges Werk ist die República literaria. Es wurde 1655 posthum unter dem Pseudonym Claudio Antonio de Cabrera und unter einem anderen Titel veröffentlicnach Ortht: Juicio de artes y ciencias. Es ist eine kritische und historische Darstellung der Künste, Literatur und Wissenschaften, welche von den berühmtesten Vertretern in allen Ländern und in allen Zeitaltern verkörpert werden. Es ist eine allegorische Vision, ein satirischer, manchmal pessimistischer und sanft ironischer Rückblick auf die intellektuelle Welt der Antike und der Moderne, die dem Autor durch den Umstand nahegelegt wurde, dass er eine so große Anzahl von Büchern wahrnimmt, deren Anzahl täglich zunimmt. Er glaubt im Traum die Vision einer Stadt mit schillernden Säulen aus Gold und Silber zu haben, die von bedeutenden Literaten, Künstlern und Wissenschaftlern bewohnt wird. Er besucht  sie mit Marcus Terentius Varro als Führer. Er bestätigt seine Meinung, dass die Intellektuellen mehr von Abstraktionen und Spekulationen als von der Realität und der Praxis leben, dass die gelehrte, literarische Republik nicht dem Leben der Gesellschaft dient, sondern dass eine aktive, praktische Republik notwendig ist. Daher die melancholische Feststellung, dass das Studium eine Täuschung ist, die Wissenschaft ein Misserfolg und die Weisen getäuscht werden.
Neben einigen Gedichten in Latein und kastilischer Sprache schrieb er zwei Broschüren; die eine, ein lukianischer Dialog zwischen Merkur und Lukian, von politischem und diplomatischem Charakter mit dem Titel Locuras de Europa, um zu zeigen, dass Europa verrückt ist, weil undankbar und feindselig gegenüber dem Haus Habsburg, das so viele Wohltaten vergeudet hat; die andere, die Politica y razón de estado del Rey Católico don Fernando, die fast ein Kompendium der Lehre von empresas ist, die dieser König vertritt.
Ein weiteres Werk, Corona gótica, castellana y austríaca (1645), die Geschichte der Goten in Spanien, hatte er nur skizziert und den 1. Teil geschrieben. Die beiden anderen wurde von Alonso Núñez de Castro im 17. Jahrhundert fortgesetzt.

## Werke

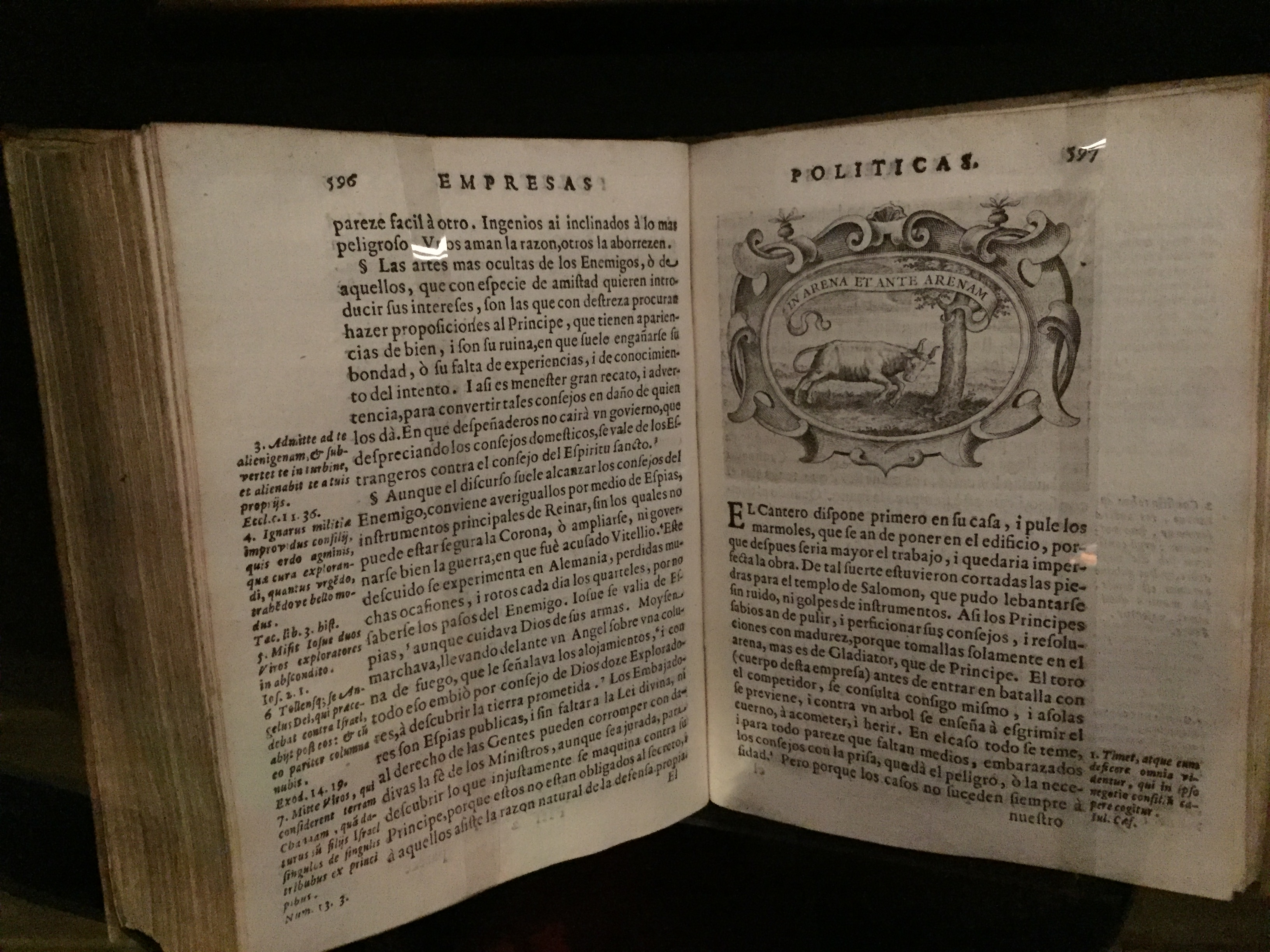
Exemplar der Idea de un principe politico cristiano Ausgestellt im Haus der Europäischen Geschichte.

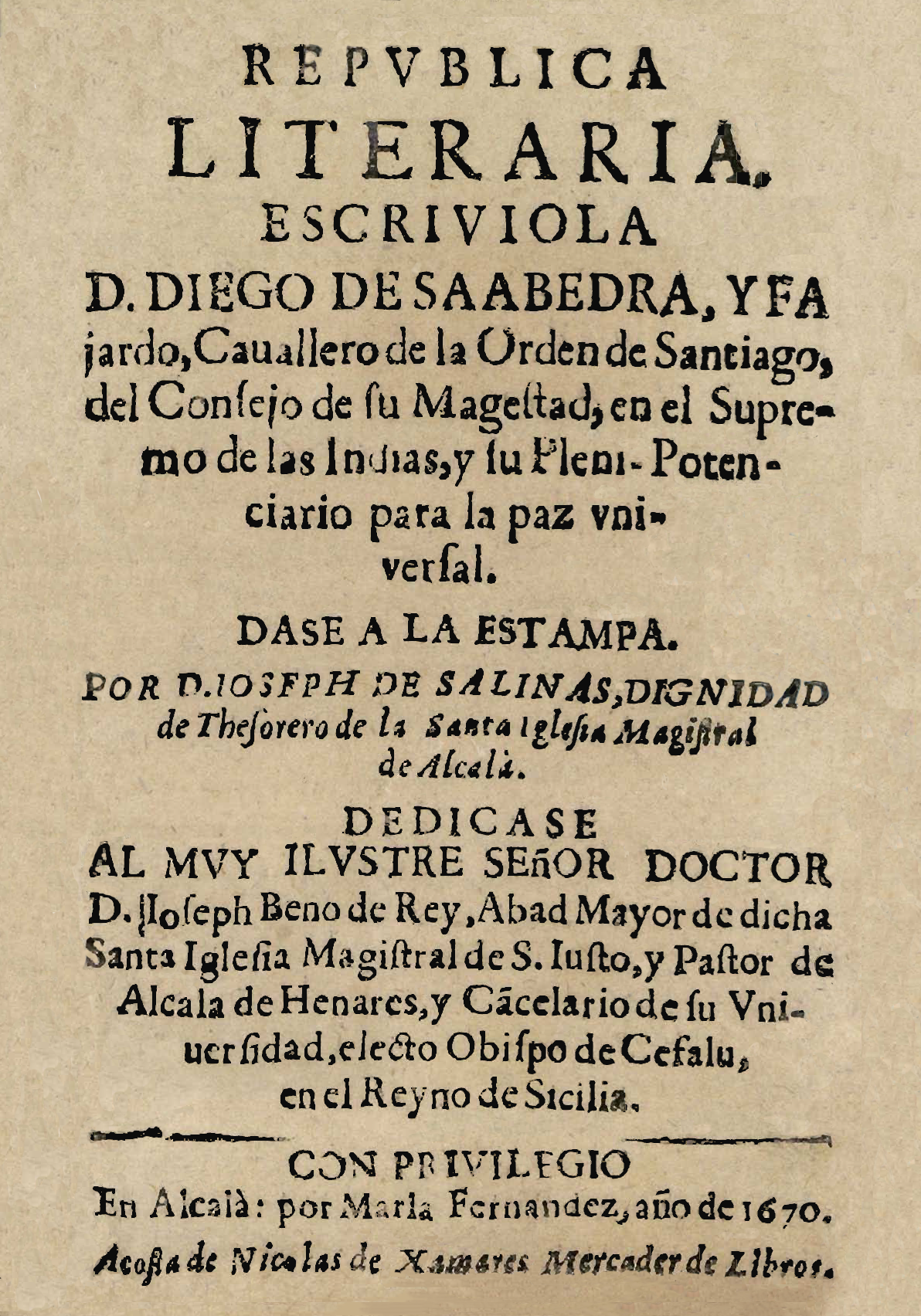
Literarische Republik (Alcalá de Henares, 1670).

- Idea de un Príncipe Político Christiano representada en cien empresas. Nicolao Enrico, Münster 1640 (mehrfach neu aufgelegt und in verschiedene Sprachen übersetzt).
- Juan Jansonio (Hrsg.): Corona gothica castellana y austriaca políticamente ilustrada. Münster 1646 (google.it – Mehrmals in Spanien und im Ausland neu aufgelegt; Fajardo schrieb nur den ersten Teil, der die Geschichte der Westgotenherrschaft in Spanien erzählt. Die beiden anderen wurden von Alonso Núñez de Castro im 18. Jh. fortgesetzt).
- Juicio de artes y ciencias. Julian de Paredes, Madrid 1655 (Unter dem Pseudonym Claudio Antonio de Cabrera).
- Obras de don Diego de Saavedra Faxardo cavallero del Orden de S. Iago, del Consejo de su magestad en el Supremo de las Indias ... Que contienen 1. Idea de un príncipe político christiano, representada en cien empresas. 2. Corona Gothica, Austriaca y Castellana dividida en dos partes, la segunda parte nunca imprimida. 3. La republica litteraria. Jan Baptist Verdussen, Anversa 1677 (3 Bände. Nachdruck beim gleichen Verlag).
- Locuras de Europa. 1748 (google.it).
- Obras. In: Biblioteca de Autores Españoles. Band 25. M. Rivadeneyra, Madrid 1853 (Neuauflagen 1861, 1866, 1926 und 1947).
- Sus pensamientos, sus poesías, sus opúsculos precedidos de un discurso preliminar crítico, biográfico y bibliográfico sobre la vida y obras del autor e ilustrados con notas, introducciones y una genealogía de la casa de Saavedra, por el Conde de Roche y D. José Pío Tejera. Fortanet, Madrid 1884.
- Obras. In: Biblioteca de Autores Españoles. Band 25. Sucesores de Hernando, Madrid 1910 (Neuauflagen 1861, 1866, 1926 und 1947).
- República literaria, Locuras de Europa, Política y razón de Estado del Rey Católico D. Fernando. In: Colección Cisneros. Band 71. Atlas, Madrid 1944 (Vorwort von Jacinto Hidalgo).
- Obras completas. Aguilar, Madrid 1946 (Zusammenstellung, Vorstudie, Prolog und Anmerkungen von Ángel González Palencia).
- Introducción a la política y razón de Estado del rey católico don Fernando. Asociación de Bibliófilos de Barcelona, Barcelona 1984 (mit einer Vorstudie von Alberto Blecua, Text von Jorge García López).
- José María Díaz Fernández (Hrsg.): Relación de las cosas que hay dignas de saberse de Roma para quien trata del servicio del Rey en España. A Coruña, Xunta de Galicia 2000.
- Dispertador a los trece Cantones esguízaros. 1638.
- Propuesta realizada a la Dieta de Cantones católicos en Lucerna. 1639.
- Noticias del tratado de neutralidad entre el condado y ducado de Borgoña. 1641.